# Gurupi (Maranhão)
Gurupi is een van de 21 microregio's van de Braziliaanse deelstaat Maranhão. Zij ligt in de mesoregio Oeste Maranhense en grenst aan de Atlantische Oceaan in het noorden, de deelstaat Pará in het westen, de microregio's Imperatriz in het zuidwesten en Pindaré in het zuiden en oosten en de mesoregio Norte Maranhense in het noordoosten. De microregio heeft een oppervlakte van ca. 21.558 km². Midden 2004 werd het inwoneraantal geschat op 202.328.
Veertien gemeenten behoren tot deze microregio:
| - Amapá do Maranhão - Boa Vista do Gurupi - Cândido Mendes - Carutapera - Centro do Guilherme - Centro Novo do Maranhão - Godofredo Viana | - Governador Nunes Freire - Junco do Maranhão - Luís Domingues - Maracaçumé - Maranhãozinho - Turiaçu - Turilândia |

Mesoregio's: Centro Maranhense · Leste Maranhense · Norte Maranhense · Oeste Maranhense · Sul Maranhense

Microregio's: Aglomeração Urbana de São Luís · Alto Mearim e Grajaú · Baixada Maranhense · Baixo Parnaíba Maranhense · Caxias · Chapadas das Mangabeiras · Chapadas do Alto Itapecuru · Chapadinha · Codó · Coelho Neto · Gerais de Balsas · Gurupi · Imperatriz · Itapecuru Mirim · Lençóis Maranhenses · Litoral Ocidental Maranhense · Médio Mearim · Pindaré · Porto Franco · Presidente Dutra · Rosário